# Kladno (okres Chrudim)
Obec Kladno se nachází v okrese Chrudim, kraj Pardubický. Žije zde 232 obyvatel.

## Historie
První písemná zmínka o obci pochází z roku 1392. Sídlo vzniklo jako typická údolní lánová ves s usedlostmi po obou stranách Dolského potoka v nadmořské výšce 601 metrů. V roce 1485 již ve vsi existovala rychta.

## Pamětihodnosti
- Most přes Kladenský potok na rozhraní mezi obcemi Kladno a Vojtěchov

## Galerie

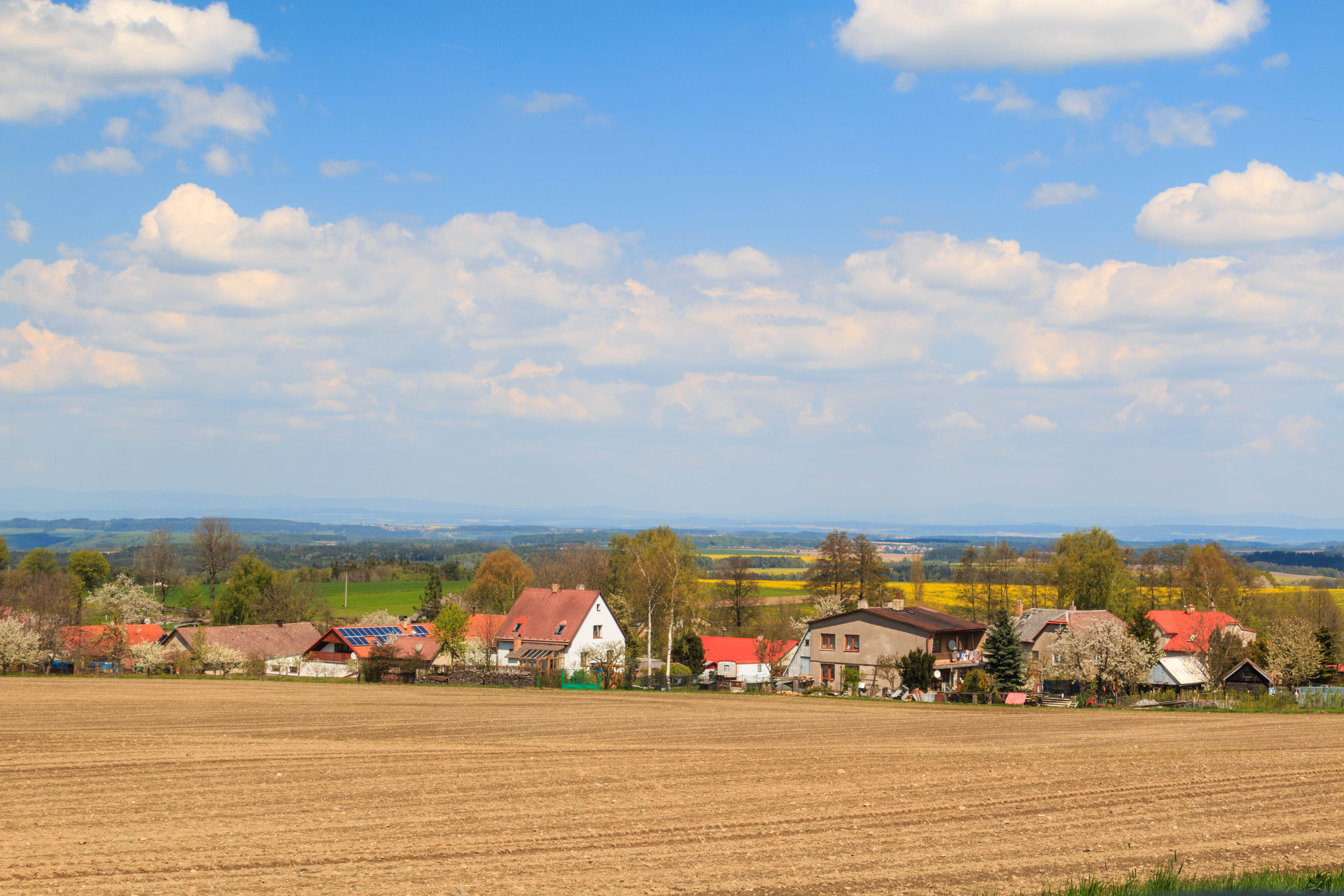
Pohled na Kladno ze silnice od Dědové
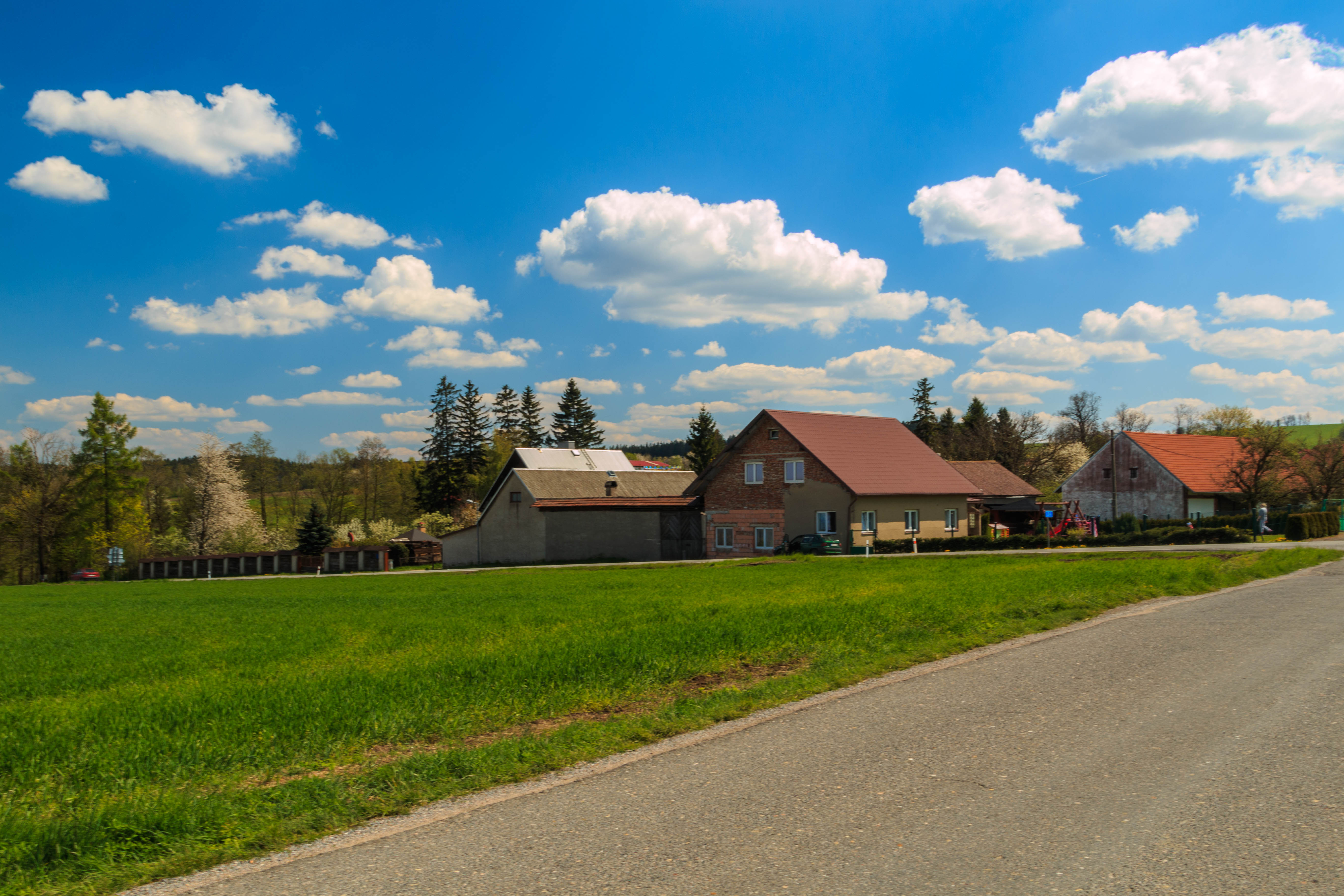
Pohled na Kladno
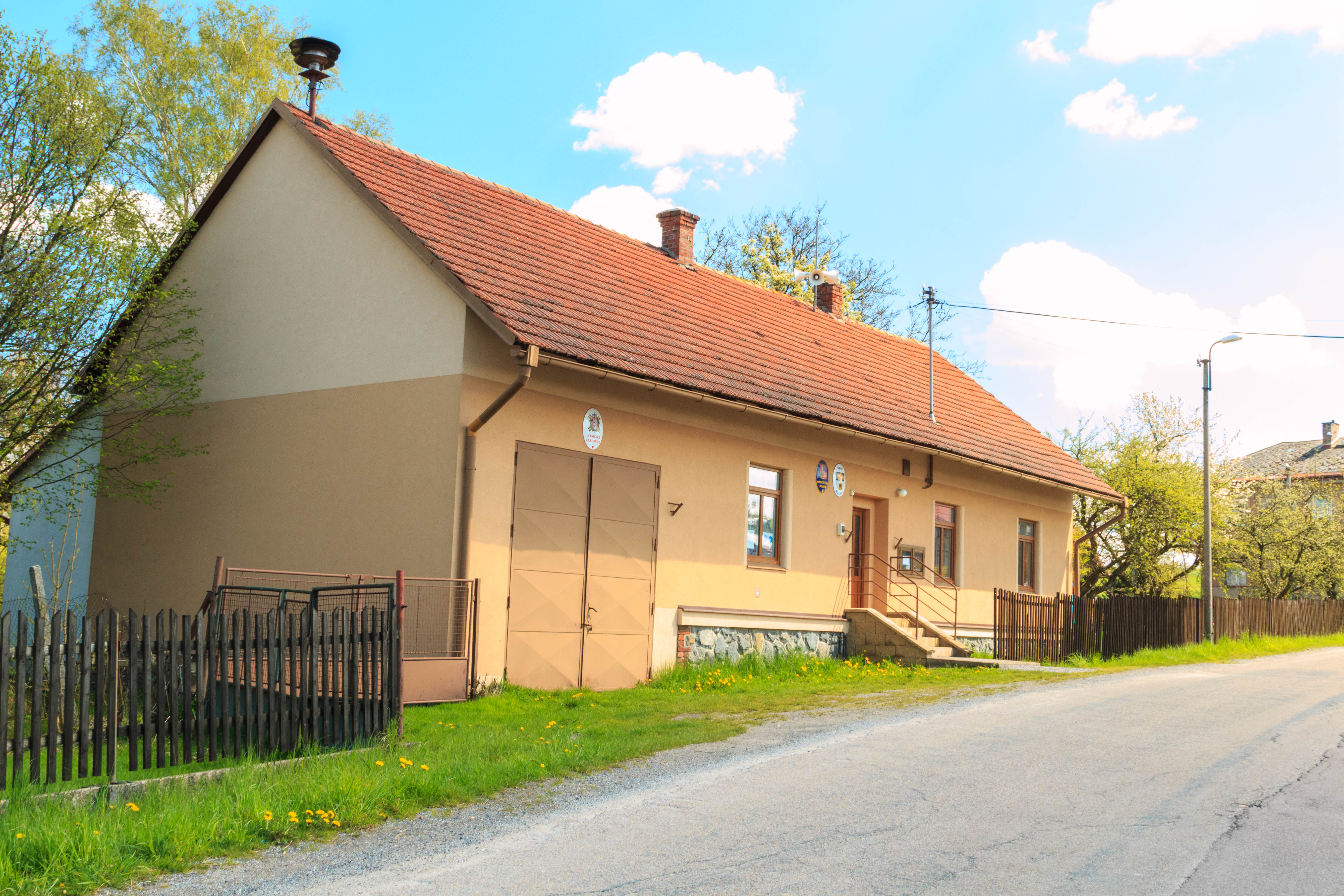
Obecní úřad
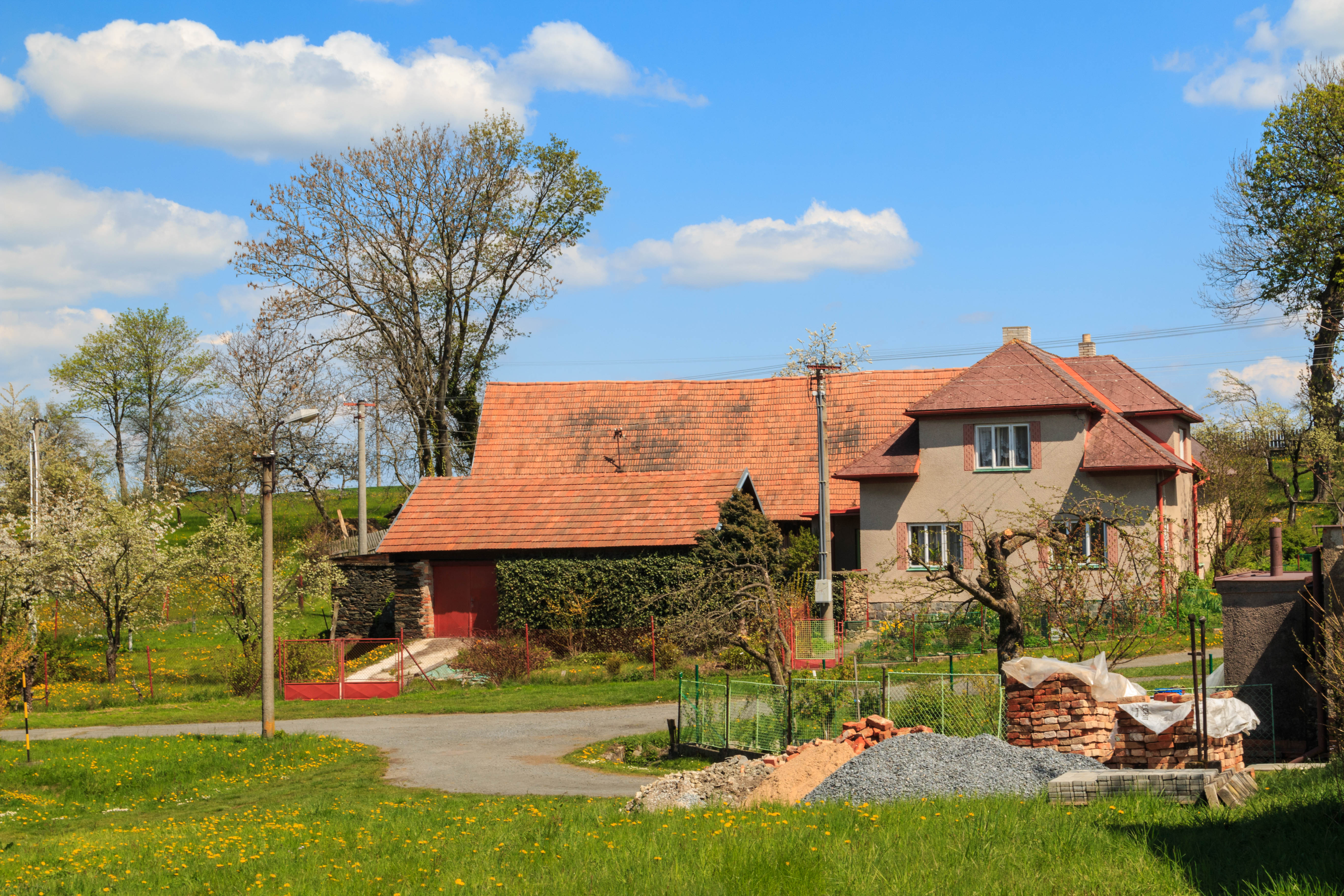
Čp. 7